# Kloster Gardes

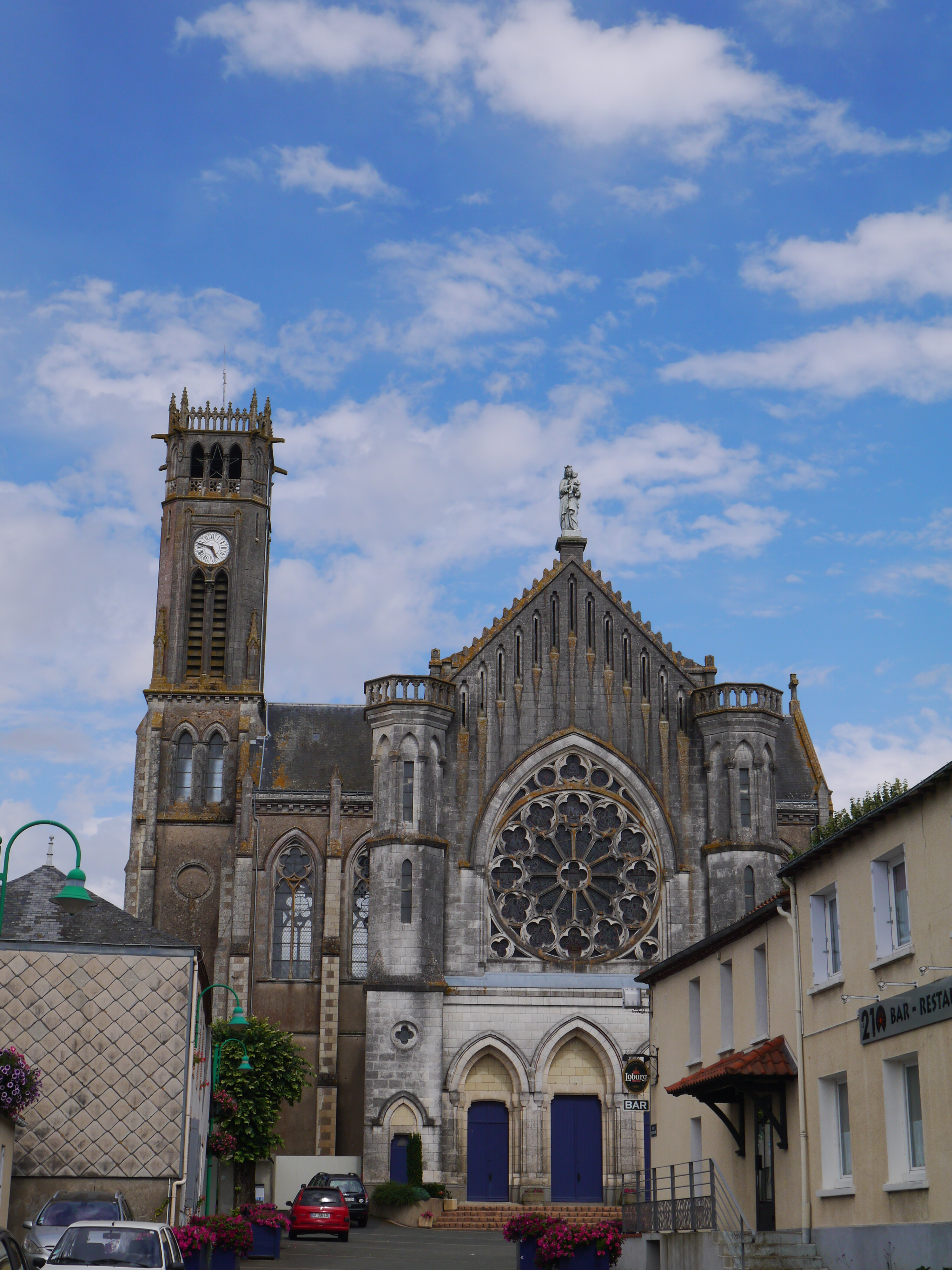
Abteikirche Notre-Dame des Gardes

Kloster Notre-Dame des Gardes (lat. Abbatia Beatae Mariae de Custodiis) ist eine Trappistinnen-Abtei in Saint-Georges-des-Gardes (Département Maine-et-Loire, Frankreich).

## Geschichte
Die 1816 von Kloster Riedera in der Schweiz in das heimatliche Frankreich zurückwandernden Trappistinnen wurden vom Ordensgründer Augustin de Lestrange auf die kurzlebigen Gründungen Kloster Forges und Kloster Frénouville aufgeteilt. Von Kloster Saint Archange Raphaël in Forges aus gründete eine erste Gruppe von Nonnen im August 1818 Notre-Dame des Gardes bei Cholet unweit von Kloster Bellefontaine. Noch im gleichen Jahr stießen die Nonnen dazu, die 1817 von Forges zu einer Gründung nach Bégrolles-en-Mauges ausgezogen waren und nun auf diese Gründung verzichteten. Schließlich wurde 1821 auch der in Forges verbliebene Rest an Schwestern nach Gardes verlegt.
1906 flüchteten die Schwestern vor der Auflösung der Ordensgemeinschaften nach dem Gesetz zur Trennung von Kirche und Staat und gingen bis 1920 nach Marnhull, Dorset, in England. Dann kehrten sie in die von einem Gönner zurückgekauften Liegenschaften zurück. Das Kloster betreut die Wallfahrt zu Notre-Dame des Gardes.

### Gründungen
- 1960 Trappistinnenabtei Étoile Notre-Dame in Parakou (Benin)
- 1970 Kloster Cabanoule in Anduze, Département Gard

### Oberinnen

#### Priorinnen
- Thérèse Malatesta (1818–1829)
- Humbeline Morinière (1829–1839)
- M. de la Providence Olivier (1839–1845)
- M. des S-C. Malles de Mailly (1845–1848)
- Lutgarde Chapelain (1848–1851)
- M. de la Providence Salze  (1851–1857)
- Eudoxie Pineau (1957–1869)
- Léocadie Berger (1869–1874)
- Synclétique Loréal (1874–1880)
- Hyacinthe Pageau (1880–1911)
- Bernard Deschère (1911–1923)

#### Äbtissinnen
- Cécile Chauvat (1923–1941)
- Louis de Gonzague Le Nir (1941–1950)
- Bernard Coutant (1950–1957)
- Marie de la Trinité Kervingant (1957–1979)
- Danièle Levrard (1979–1998)
- Andrée Grollier (1998–2008)
- Béatrice Blanloeil (seit 2008)